# Slavomír Bartoň
Slavomír Bartoň (12. ledna 1926 Lipůvka — 16. ledna 2004 Brno) byl český hokejista a fotbalista. Jeho syn Milan Bartoň byl prvoligovým hokejistou a pravnuk Eduard Šalé je mládežnickým reprezentantem ČR.

## Klubové statistiky
| Sezona     | Klub                       | Soutěž     | Základní část | Základní část | Základní část | Základní část | Základní část | Play off | Play off | Play off | Play off | Play off |
| Sezona     | Klub                       | Soutěž     | Z             | G             | A             | B             | TM            | Z        | G        | A        | B        | TM       |
| ---------- | -------------------------- | ---------- | ------------- | ------------- | ------------- | ------------- | ------------- | -------- | -------- | -------- | -------- | -------- |
| 1943-44    | Sokol Kuřim                | PCM-4      | —             | —             | —             | —             | —             | —        | —        | —        | —        | —        |
| 1944-45    | HC Černá Hora              | PCM-3      | —             | —             | —             | —             | —             | —        | —        | —        | —        | —        |
| 1945-46    | SHK Žižka Brno             | TCH-3      | 6             | 10            | 0             | 10            | —             | —        | —        | —        | —        | —        |
| 1946-47    | SHK Žižka Brno             | TCH-3      | 5             | 5             | 0             | 5             | —             | —        | —        | —        | —        | —        |
| 1947-48    | SHK Žižka Brno             | TCH-3      | 3             | 8             | 0             | 8             | —             | —        | —        | —        | —        | —        |
| 1948-49    | ZJS Zbrojovka Spartak Brno | TCH        | 7             | 10            | 0             | 10            | —             | —        | —        | —        | —        | —        |
| 1949-50    | ZJS Zbrojovka Spartak Brno | TCH        | 12            | 8             | 0             | 8             | —             | —        | —        | —        | —        | —        |
| 1950-51    | ATK Praha                  | TCH        | 10            | 9             | 0             | 9             | —             | —        | —        | —        | —        | —        |
| 1951-52    | ATK Praha                  | TCH        | 9             | 13            | 0             | 13            | —             | —        | —        | —        | —        | —        |
| 1952-53    | ZJS Zbrojovka Spartak Brno | TCH        | 16            | 18            | 0             | 18            | —             | —        | —        | —        | —        | —        |
| 1953-54    | Rudá hvězda Brno           | TCH        | 8             | 13            | 4             | 17            | —             | —        | —        | —        | —        | —        |
| 1954-55    | Rudá hvězda Brno           | TCH        | 10            | 12            | 4             | 16            | —             | —        | —        | —        | —        | —        |
| 1955-56    | Rudá hvězda Brno           | TCH        | 18            | 20            | 11            | 31            | —             | —        | —        | —        | —        | —        |
| 1956-57    | Rudá hvězda Brno           | TCH        | 26            | 20            | 2             | 22            | —             | —        | —        | —        | —        | —        |
| 1957-58    | Rudá hvězda Brno           | TCH        | 22            | 22            | 9             | 31            | —             | —        | —        | —        | —        | —        |
| 1958-59    | Rudá hvězda Brno           | TCH        | 22            | 13            | 4             | 17            | —             | —        | —        | —        | —        | —        |
| 1959-60    | Rudá hvězda Brno           | TCH        | 22            | 14            | 4             | 18            | —             | —        | —        | —        | —        | —        |
| 1960-61    | Rudá hvězda Brno           | TCH        | 26            | 12            | 4             | 16            | —             | —        | —        | —        | —        | —        |
| 1961-62    | Rudá hvězda Brno           | TCH        | 2             | 0             | 0             | 0             | —             | —        | —        | —        | —        | —        |
| 1964-65    | TJ Gottwaldov              | TCH        | 3             | 0             | 0             | 0             | —             | —        | —        | —        | —        | —        |
| TCH celkem | TCH celkem                 | TCH celkem | 249           | 207           | 42            | 249           | —             | —        | —        | —        | —        | —        |

### Reprezentační statistiky
| Rok  | Tým            | Událost | Z | G  | A | B  | TM |
| ---- | -------------- | ------- | - | -- | - | -- | -- |
| 1952 | Československo | OH      | 9 | 8  | 1 | 9  | —  |
| 1953 | Československo | MS      | 4 | 6  | 0 | 6  | —  |
| 1955 | Československo | MS      | 8 | 11 | 1 | 12 | 0  |
| 1956 | Československo | OH      | 7 | 3  | 2 | 5  | 4  |
| 1957 | Československo | MS      | 7 | 8  | 2 | 10 | 0  |
| 1958 | Československo | MS      | 3 | 1  | 0 | 1  | 0  |

## Fotbalová kariéra
Souběžně se věnoval také vrcholovému fotbalu, zasáhl do 29 prvoligových utkání za Zbrojovku (1949: 20) a na vojně za Duklu (1951: 9, tehdy ATK), aniž by skóroval. Za Zbrojovku hrál ještě druhou ligu v roce 1952 po návratu z vojny v Praze, poté už se soustředil na lední hokej ve Zbrojovce (1952–1953) a Rudé hvězdě Brno (1953–1961).